# Analogue de nucléosides

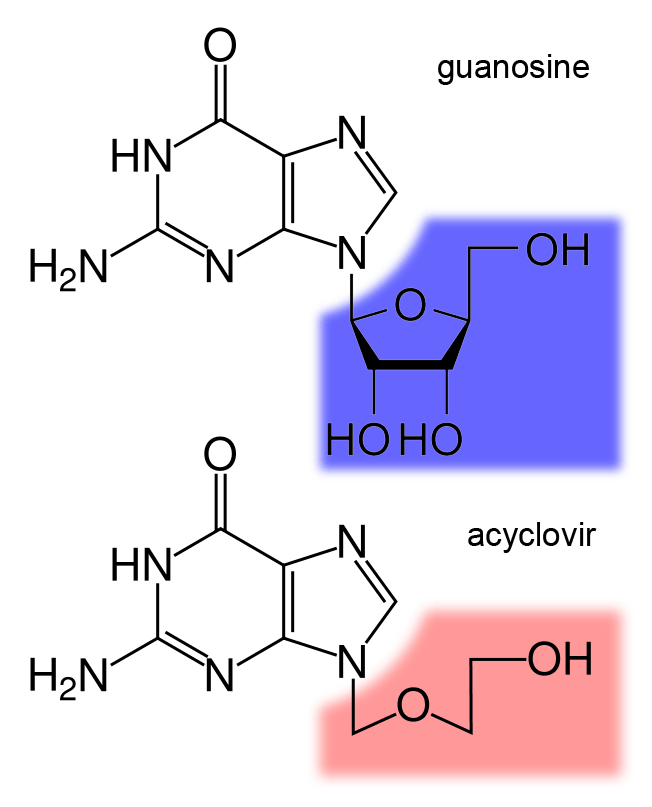
Structure de la guanosine

Les analogues de nucléosides sont une gamme de produits antiviraux utilisés pour prévenir la réplication virale dans les cellules infectées. 
Le plus communément utilisé est l'aciclovir, bien que son inclusion dans cette catégorie ne soit pas méritée car il contient seulement une structure nucléosidique partielle,  le cycle du sucre étant remplacé par une structure en chaîne ouverte. 

## Fonction
Ces agents peuvent être utilisés contre les virus de l'hépatite B, l'herpès simplex et le virus de l'immunodéficience humaine (VIH). 
Une fois phosphorylés, ils se comportent comme des antimétabolites en étant assez semblables aux nucléosides pour être intégrés dans les brins d'ADN viraux en cours de réplication, mais ils agissent comme agents terminaux de chaîne et arrêtent l'action de l'ADN polymérase virale. Ils ne sont toutefois pas spécifiques à l'ADN viral et affectent également l'ADN mitochondrial. C'est pour cela qu'ils ont des effets secondaires tels qu'une aplasie médullaire. 
Il y a un grand nombre d'inhibiteurs nucléosidiques de la transcriptase inverse, car la production d'ADN par la transcriptase inverse est très différente de la réplication de l'ADN humain normal et il est donc possible de concevoir des analogues nucléosidiques qui sont préférentiellement actifs sur la transcriptase. 
Les analogues nucléosidiques les moins sélectifs sont utilisés comme agents de chimiothérapie pour traiter les cancers. 

## Exemples
Médicaments contenant un analogue nucléosidique:
- Analogues de l'adénosine C10H13N5O4 / adénosine triphosphate (ATP) C10H16N5O13P3
  - Zidovudine (Azidothymidine ou AZT) C10H13N5O4 - principe actif : C10H16N5O13P3
  - Vidarabine (chimiothérapie) C10H15N5O5  - principe actif : C10H16N5O13P3
  - Galidesivir C11H15N5O3 - principe actif : C11H18N5O12P3
  - Remdesivir C27H35N6O8P - principe actif : C12H16N5O13P3
  - GS-441524 C12H13N5O4 - principe actif : C12H16N5O13P3
- Analogues de la désoxyadénosine C10H13N5O3 / Désoxyadénosine triphosphate (dATP) C10H16N5O12P3
  - Didanosine C10H12N4O3  - principe actif : C10H15N4O12P3
- Analogues de la désoxycytidine C9H13N3O4 /  désoxycytidine triphosphate (dCTP) C9H16N3O13P3
  - Cytarabine (chimiothérapie) C9H13N3O5 - principe actif : C9H16N3O14P3
  - Emtricitabine C8H10FN3O3S - principe actif : ?
  - Lamivudine C8H11N3O3S - principe actif : C8H14N3O12P3S
  - Zalcitabine C9H13N3O3 - principe actif : C9H16N3O12P3
- Analogues de la désoxyguanosine C10H13N5O4 / désoxyguanosine triphosphate (dGTP) C10H16N5O13P3
  - Abacavir C14H18N6O - principe actif : C20H36N7O10P3
- Analogues de la thymidine C10H14N2O5 / Thymidine triphosphate (dTTP) C10H17N2O14P3
  - Stavudine C10H12N2O4 - principe actif : C10H15N2O13P3
- Analogues de la désoxyuridine C9H12N2O5 / désoxyuridine triphosphate  C9H15N2O14P3
  - Idoxuridine C9H11IN2O5 - principe actif : ?
  - Trifluridine C10H11F3N2O5 - principe actif : ?